# Pinguicula
- Commons
- Wikispecies

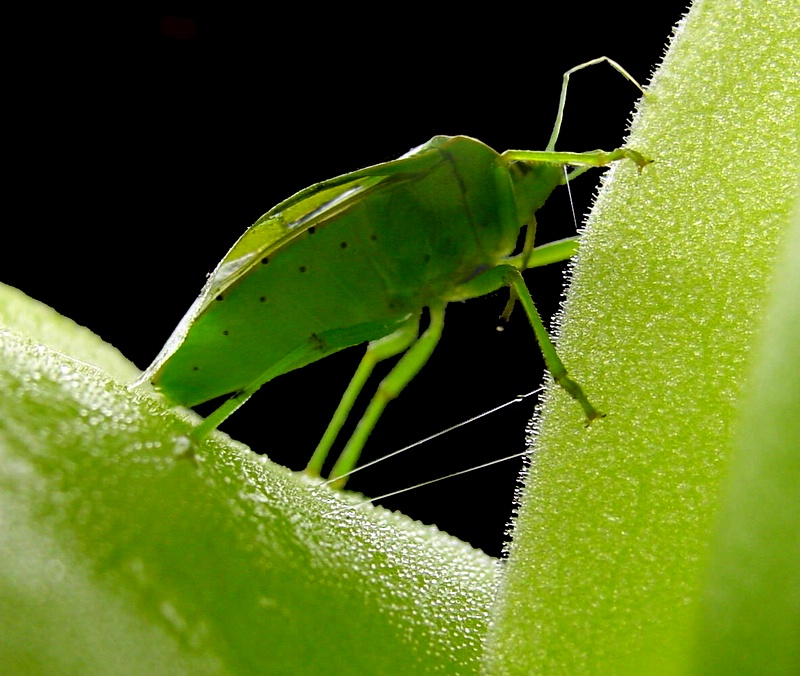
Pinguicula gigantea com uma presa.

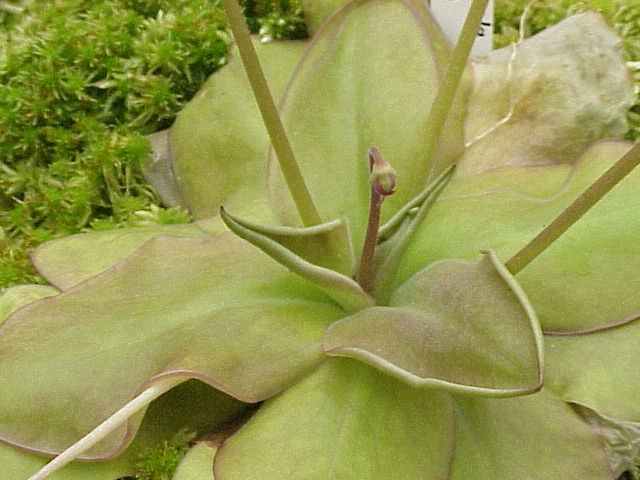
P. moranensis.

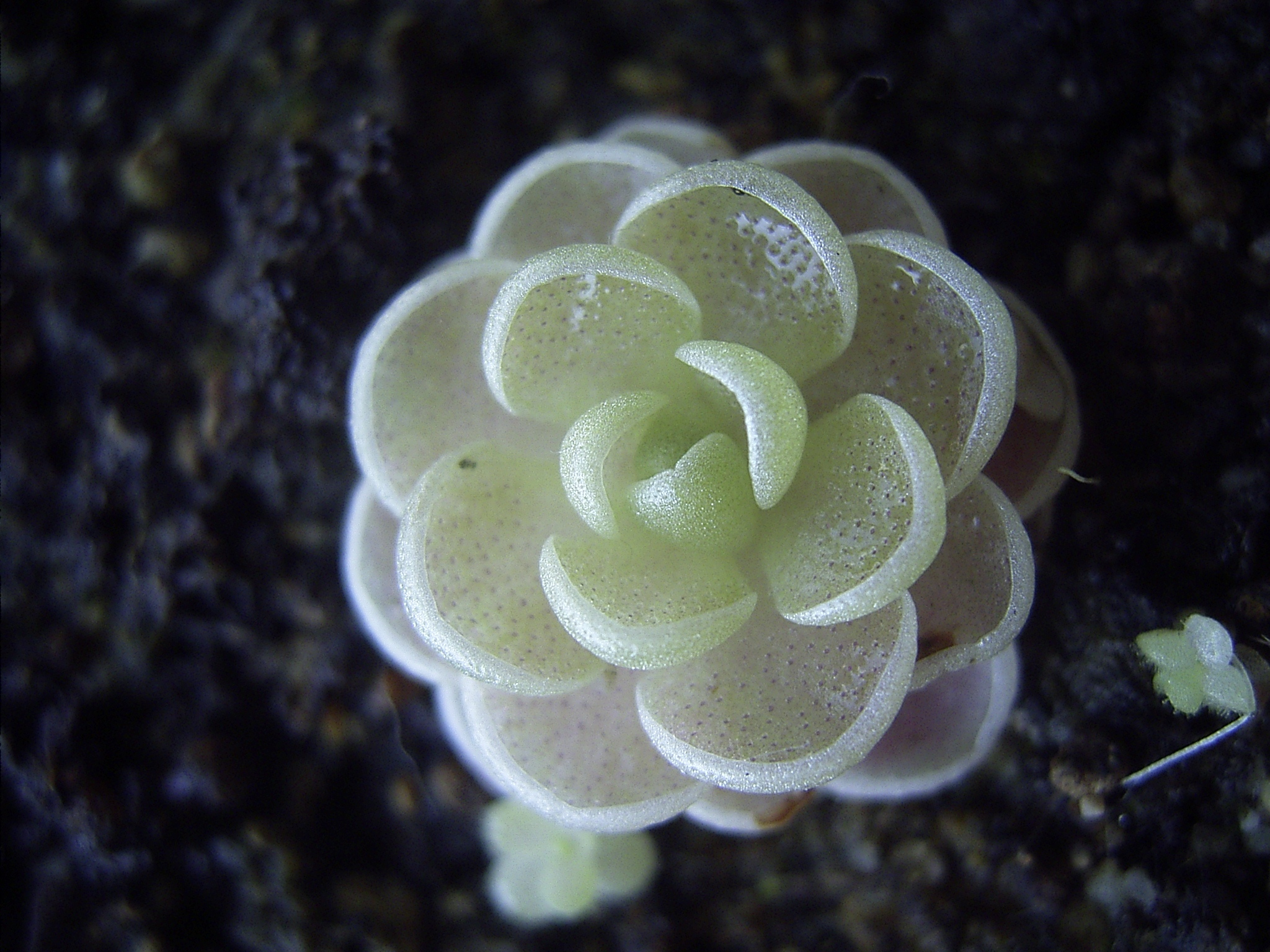
P. esseriana.

Pinguícula (Pinguicula L.) é um género de plantas carnívoras que têm um sistema de armadilhas parecidas com o das droseras, e 77 espécies. Pertence à família Lentibulariaceae. Nativo da Europa, Ásia e Américas.

## Espécies

### SubgéneroIsoloba
| - Pinguicula agnata - Pinguicula albida - Pinguicula filifolia - Pinguicula gigantea - Pinguicula benedicta - Pinguicula cubensis - Pinguicula infundibuliformis - Pinguicula pilosa - Pinguicula acuminata - Pinguicula heterophylla - Pinguicula kondoi - Pinguicula mirandae - Pinguicula parvifolia - Pinguicula rotundiflora - Pinguicula imitatrix - Pinguicula conzattii | - Pinguicula crystallina - Pinguicula crystallina ssp. hirtiflora - Pinguicula casabitoana - Pinguicula lignicola - Pinguicula lilacina - Pinguicula pumila - Pinguicula sharpii - Pinguicula takakii - Pinguicula caerulea - Pinguicula ionantha - Pinguicula lutea - Pinguicula planifolia - Pinguicula primuliflora - Pinguicula lusitanica |

### SubgéneroPinguicula
| - Pinguicula esseriana - Pinguicula ehlersiae - Pinguicula debbertiana - Pinguicula jaumavensis - Pinguicula greenwoodii - Pinguicula jackii - Pinguicula lippoldii - Pinguicula toldensis - Pinguicula macrophylla - Pinguicula oblongiloba - Pinguicula stolonifera - Pinguicula colimensis - Pinguicula cyclosecta - Pinguicula mesophytica - Pinguicula moranensis - Pinguicula orchidioides - Pinguicula potosiensis - Pinguicula rectifolia - Pinguicula zecheri - Pinguicula gypsicola - Pinguicula moctezumae - Pinguicula elizabethiae - Pinguicula villosa | - Pinguicula laxifolia - Pinguicula calderoniae - Pinguicula crassifolia - Pinguicula hemiepiphytica - Pinguicula laueana - Pinguicula utricularioides - Pinguicula balcanica - Pinguicula corsica - Pinguicula poldinii - Pinguicula grandiflora - Pinguicula grandiflora ssp. rosea - Pinguicula leptoceras - Pinguicula longifolia - Pinguicula longifolia ssp. causensis - Pinguicula longifolia ssp. dertosensis - Pinguicula longifolia ssp. reichenbachiana - Pinguicula macroceras: - Pinguicula macroceras var. macroceras - Pinguicula macroceras ssp. nortensis - Pinguicula mundi - Pinguicula nevadensis - Pinguicula vallisneriifolia - Pinguicula vulgaris |

### SubgéneroTemnoceras
| - Pinguicula antarctica - Pinguicula calyptrata - Pinguicula chilensis - Pinguicula involuta - Pinguicula elongata - Pinguicula algida - Pinguicula alpina - Pinguicula ramosa - Pinguicula variegata | - Pinguicula clivorum - Pinguicula crenatiloba - Pinguicula emarginata - Pinguicula gracilis - Pinguicula immaculata |

- «Lista completa»

## Classificação do gênero
| Sistema | Classificação                    | Referência               |
| ------- | -------------------------------- | ------------------------ |
| Linné   | Classe Diandria, ordem Monogynia | Species plantarum (1753) |